# Klaus Ender
Klaus Ender (* 2. April 1939 in Berlin; † 18. März 2021 in Bergen auf Rügen) war ein deutscher Fotograf, Dichter, Aphoristiker und Buchautor.

## Biografie
Ender lebte bis 1945 bei seiner Mutter in Landsberg an der Warthe. 1945 wurde die Familie vertrieben und ließ sich in Wittenberge nieder. Aus politischen Gründen verließ Ender 1957 die DDR Richtung Westen. Nach mehreren Stationen schloss er in Friedrichshafen am Bodensee seine Bäckerlehre ab. Von seinem ersten Gesellenlohn kaufte er sich einen Fotoapparat. 1958 kehrte er in die DDR zurück und schloss sich 1960 dem Kulturbund, Sektion Fotografie, an. Ab 1962 arbeitete er als Saisonbäcker auf der Insel Rügen. 1963 machte er dort seine ersten Aktaufnahmen und gründete den Fotoclub Saßnitz. Bereits 1965 veröffentlichte die beliebte DDR-Zeitschrift Das Magazin drei seiner Aktfotos. Am 10. Mai 1966 erhielt er seine Zulassung als Bildreporter und arbeitete daraufhin als freier Mitarbeiter für ca. 50 DDR-Verlage. 1971 erschien im Fotokino & Fachbuchverlag Leipzig sein erstes Buch Mein Modell, das in fünf Auflagen 95.000 Mal verkauft wurde.
Durch politische Agitation und Repressalien verfolgt, übersiedelte Ender 1972 nach Potsdam, wo er seinen Durchbruch als Akt- & Landschaftsfotograf schaffte. 1975 initiierte er die 1. Aktausstellung der DDR, die er mit dem Cottbuser Fotografen Gerd Rattei verwirklichte. Akt & Landschaft wurde 1975 zur Wanderausstellung und von weit über 100.000 Besuchern zwischen Dresden und Rostock besucht. Aufgrund dieses Erfolges wurde die Ausstellung als Leistungsvergleich der DDR-Fotografen alle drei Jahre öffentlich ausgeschrieben. Im Laufe seiner Karriere erhielt Ender ca. 60 Auszeichnungen, darunter 1979 vom Weltverband der Kunstfotografie FIAP den internationalen Ehrentitel ARTISTE FIAP (AFIAP).
1981 übersiedelte Ender – wiederum aus politischen Gründen – nach Österreich, wo er 1982 vom Ministerium für Unterricht und Kunst in Wien die Anerkennung als Bildender Künstler der Fotografie erhielt. 1989 gelang sein internationaler Durchbruch mit mehreren Büchern, Kalendern und als Autor vieler Zeitschriften. Sein Buch Filtertechnik – Filterkunst wurde zum Standardwerk der Filterfotografie und erschien auch in spanischer Übersetzung.

15 Jahre lang arbeitete Ender als IM für die Staatssicherheit der DDR: 

„Ja, ich wurde angepinkelt, ja, ich habe zweimal miterlebt, wie meine Mutter vergewaltigt wurde, ja, ich wurde von Flüchtlingsmassen in den Schmutz der Oder getreten, ja, meine Verlobte hat sich das Leben genommen, ja, ich wollte unbedingt Akt-Fotograf werden, ja, ich hatte Sex mit vielen Mädchen, ja, ich habe der Nacktheit in der DDR einen natürlichen Glanz gegeben, und ja, ich war auch ein IM.“

1996 kehrte Ender zur Insel Rügen zurück. Er lebte dort in Bergen auf Rügen. Aus über 600 Seiten Stasi-Akten und den Recherchen einer britischen Wissenschaftlerin erfuhr er, dass man ihn in seiner Abwesenheit zur Persona non grata erklärt hatte. Alle von ihm handelnden Veröffentlichungen im Staatsarchiv und dem Landesarchiv Brandenburg wurden getilgt, die Bezirkskommission Potsdam zum Gründer von Akt & Landschaft gemacht. Daneben wurde die 2. „Akt & Landschaft“ 1979 zur ersten Ausstellung dieser Art erklärt.
2003 wurde bei Ender Morbus Parkinson diagnostiziert, 2017, im 14. Jahr seiner Erkrankung, äußerte Ender in einem Interview, seine Laufbahn nähere sich dem Ende.
Seit 2002 schrieb Ender auch Gedichte und Aphorismen und gründete einen eigenen Verlag, indem er Gedicht-Bildbände, Aktbücher, Gruß- und Gedichtkarten, diverse Kalender uvm. publiziert. Im April 2016 umfasste sein Archiv 120.000 Dias sowie Anfang 2017 jeweils 2.000 Gedichte und Aphorismen. Für viele Verlage illustrierte er über 150 Geschenk-Poesie-Bücher und Bildbände. 2020 erblindete er durch einen Augeninfarkt auf dem rechten Auge - dem einzigen, mit dem er sehen konnte.

## Publikationen (Auswahl)
- Filtertechnik - Filterkunst, Laterna magica 1995 ISBN 978-3-87467-576-5
- Akt mit Takt. Mit Versen von Hans-Georg Stengel. Resch, Meiningen 1997, ISBN 3-9805942-0-3
- Die nackten Tatsachen des Klaus Ender. Ein Leben zwischen Ost und West. Autobiographie. Wevos, Forchheim 2004, ISBN 3-937547-03-7.
- Poesie einer Insel, ISBN 978-3-00-013805-8.
- Ein Samenkorn mit Zuversicht, ISBN 3-00-013593-6.
- Herzklopfen, ISBN 978-3-00-017140-6.
- Loslassen, ISBN 978-3-00-017141-3.
- Jenseits der Hast, ISBN 978-3-00-023513-9.
- Mit allen Sinnen, ISBN 978-3-00-023512-2.
- Das kleine Glück, ISBN 978-3-00-025983-8.
- Von Zeit zu Zeit, ISBN 978-3-00-025960-9.
- Gegen den Strom, ISBN 978-3-00-036712-0.
- Gnadenlos, ISBN 978-3-00-036711-3.
- Meine schönsten Enthüllungen, ISBN 978-3-00-036710-6.
- Rügen - Flair einer Insel, ISBN 978-3-00-041047-5.
- Frei Körper Kolumnen Teil 1, ISBN 978-3-00-044668-9.
- Frei Körper Kolumnen Teil 2, ISBN 978-3-00-048617-3.
- Frei Körper Kolumnen Teil 3, ISBN 978-3-00-051738-9.
- Nackt zwischen Dornen, ISBN 978-3-00-062161-1.
- Aktfotografie 1963–2019, BEBUG-Verlag, ISBN 978-3-95958-320-6.
- Das kleine Mönchgut, ISBN 978-3-95560-093-8
- Aktfotografie 1963–2019 II, BEBUG-Verlag, ISBN 978-3-95958-350-3
- Die Zuversicht bewahren, ISBN 978-3-9825337-1-1
- Zu SICH finden, ISBN 978-3-9825337-2-8
- Auf eigenen Wegen, ISBN 978-3-9825337-4-2
- Die Freude entdecken, ISBN 978-3-9825337-3-5
- Klaus Ender - Wenn Bilder eine Seele haben, DVD über Enders Lebenswerk, Heimat-Bild-Verlag ISBN 978-3-9825337-0-4
- Der ganz persönliche Jahresbegleiter" ISBN 978-3-9825337-5-9